# Demonim
Demoním (starogrško δῆμος: dêmos – ljudstvo, pleme + starogrško ὄνομα: ónoma – ime) je samostalnik, ki označuje prebivalce ali avtohtone naseljence specifičnega območja, in je skovana na podlagi imena tega področja.
V slovenskem jeziku je demonim vedno ena beseda zapisana z veliko začetnico. 
Primeri:
- Slovenija - Slovenec, Slovenka
- Severna Amerika - Severnoameričan
- Bela krajina - Belokranjec, Belokranjka ali Belokranjica

Naselja, ki imajo v osnovi enako ime imajo (lahko) različne demonime.
Primer: Brezje, ki je v Sloveniji najpogostejše naselbinsko ime (kar 33 naselij nosi ime Brezje ali pa pristavke):
- Brezje - Brezjan, Brežčan, Brežan, Brezovljan, Brezovčan, Brezovec, Brezenec